# Leif Blomberg
Leif Blomberg (1941–2 de março de 1998) foi um político e chefe da Confederação Sueca dos Metalúrgicos. Também foi membro do Partido Operário Social-Democrata da Suécia e ocupou vários cargos governamentais.

## Biografia
Blomberg nasceu em Enköping no dia 15 de fevereiro de 1941. Foi o presidente da Confederação Sueca de Metalúrgicos no período 1982-1993. No início da década de 1990, Blomberg foi membro do comité consultivo da Comunidade Europeia formado pelo primeiro-ministro Ingvar Carlsson.
Em 1994 Blomberg foi nomeado ministro da imigração no governo liderado pelo primeiro-ministro Ingvar Carlsson. Foi também ministro da integração entre 22 de março de 1996 e 2 de março de 1998 e também serviu como ministro de assuntos do consumidor durante o mesmo período.
Blomberg era casado e tinha três filhos. Ele faleceu em Gotemburgo no dia 2 de março de 1998, quando ainda desempenhava funções.